# Merab Dvalishvili
Merab Dvalishvili (Tiflis, Georgia, 10 de enero de 1991) es un artista marcial mixto georgiano que compite en la división de peso gallo de Ultimate Fighting Championship (UFC). Es el actual Campeón Mundial de Peso Gallo de UFC, desde el 14 de septiembre de 2024. Tiene el récord de mayor cantidad de derribos en la historia de la compañía y desde el 1 de julio de 2025 se encuentra en la posición #3 del ranking libra por libra de UFC.

## Primeros años
Creció en Tiflis, Georgia. Empezó a entrenar en qartuli chidaoba (lucha tradicional) y khridoli (lucha de transición), sambo y judo cuando era joven para defenderse y se trasladó a Estados Unidos cuando tenía 21 años para convertirse en luchador profesional de MMA. Se entrena con Ray Longo y Matt Serra.
En 2019, Merab terminó en segundo lugar en el Campeonato Mundial de Sambo en Corea. Compitió en sambo de combate en 68 kilogramos y perdió en la final contra el ruso Stepan Kobenov.

## Carrera de artes marciales mixtas

### Carrera temprana
Comenzó su carrera de MMA en 2014 y luchó bajo varias promociones, a saber, Ring of Combat. Amasó un récord de 7-2 antes de competir en la UFC.

### Ultimate Fighting Championship
Debutó en la contra Frankie Saenz el 9 de diciembre de 2017 en UFC Fight Night: Swanson vs. Ortega. Perdió el combate por decisión dividida.
Se enfrentó a Ricky Simón el 21 de abril de 2018 en UFC Fight Night: Barboza vs. Lee. Perdió el combate por sumisión técnica.
Se enfrentó a Terrion Ware el 15 de septiembre de 2018 en UFC Fight Night: Hunt vs. Oleinik. Ganó el combate por decisión unánime.
Se enfrentó a Brad Katona el 4 de mayo de 2019 en UFC Fight Night: Iaquinta vs. Cowboy. Ganó el combate por decisión unánime.
Se enfrentó a Casey Kenney el 15 de febrero de 2020 en UFC Fight Night: Anderson vs. Błachowicz 2. Ganó el combate por decisión unánime.
Se esperaba que se enfrentara a Ray Borg el 13 de junio de 2020 en UFC on ESPN: Eye vs. Calvillo. Sin embargo, el 11 de junio de 2020 se informó que Borg se retiró del combate y fue sustituido por Gustavo Lopez en un combate de peso acordado de 140 libras. Ganó el combate por decisión unánime.
Se enfrentó a John Dodson el 15 de agosto de 2020 en UFC 252. Ganó el combate por decisión unánime.
Se esperaba que se enfrentara a Cody Stamann el 5 de diciembre de 2020 en UFC on ESPN: Hermansson vs. Vettori. Sin embargo, el 22 de octubre, se anunció que Stamann se retiró debido a razones no reveladas, y fue sustituido por Raoni Barcelos. Sin embargo, Barcelos fue retirado del combate debido a una suspensión médica relacionada con su último combate el 7 de noviembre en UFC on ESPN: Santos vs. Teixeira. El combate entre Dvalishvili y Stamann fue reprogramado para el 6 de febrero de 2021 en UFC Fight Night: Overeem vs. Volkov. A su vez, a mediados de enero, Dvalishvili se vio obligado a retirarse del combate debido a la lucha de las secuelas de una complicación del COVID-19, y fue sustituido por Andre Ewell. Tras dar positivo por COVID-19, Ewell fue retirado del evento y sustituido por Askar Askar, y se esperaba que el combate tuviera lugar en el peso pluma. El día del evento, Askar no recibió el alta médica y el combate fue cancelado. El combate entre Dvalishvili y Stamann fue reprogramado de nuevo para el 1 de mayo de 2021 en UFC on ESPN: Reyes vs. Procházka. Ganó el combate por decisión unánime.
Se enfrentó a Marlon Moraes el 25 de septiembre de 2021 en UFC 266. Ganó el combate por TKO en el segundo asalto. Esta victoria le valió el premio a la Actuación de la Noche.
Se enfrentó a José Aldo el 20 de agosto de 2022 en UFC 278. Ganó el combate por decisión unánime.
Se enfrentó a Petr Yan el 11 de marzo de 2023 en UFC Fight Night: Yan vs. Dvalishvili.  Ganó el combate por decisión unánime. Dvalishvili rompió el récord de UFC de más derribos intentados en una pelea en la historia de UFC con 49 intentos.
Se enfrentó a Henry Cejudo el 17 de febrero de 2024 en UFC 298. Ganó el combate por decisión unánime.
Se enfrentó a Sean O'Malley por el Campeonato de Peso Gallo de la UFC el 14 de septiembre de 2024 en UFC 306. Ganó el combate y el campeonato por decisión unánime.
Se enfrentó a Umar Nurmagomedov en su primera defensa del Campeonato de Peso Gallo de la UFC el 18 de enero de 2025 en el UFC 311. Ganó el combate por decisión unánime, reteniendo el título.
Se enfrentó a Sean O'Malley en una revancha por el Campeonato de Peso Gallo de la UFC el 7 de junio de 2025 en el UFC 316. Ganó el combate por sumisión en el tercer asalto.

## Campeonatos y logros
- Ultimate Fighting Championship
  - Campeonato de Peso Gallo de la UFC (una vez; actual)
  - Dos defensas titulares exitosas
  - Actuación de la Noche (dos veces) vs. Marlon Moraes[34] y Sean O’Malley[49]
  - Pelea de la Noche (dos veces) vs. Ricky Simón y Umar Nurmagomedov
  - Más victorias por decisión unánime en la historia de la división de peso gallo de la UFC (6)
  - Ostenta el récord de más derribos exitosos en la de UFC, superando a Georges St-Pierre
- Ring of Combat
  - Campeonato de Peso Gallo de la ROC (una vez)
    - Una defensa exitosa del título

## Récord en artes marciales mixtas
| Récord profesional | Récord profesional | Récord profesional |
| 24 peleas          | 20 victorias       | 4 derrotas         |
| ------------------ | ------------------ | ------------------ |
| Nocaut             | 3                  | 0                  |
| Sumisión           | 2                  | 1                  |
| Decisión           | 15                 | 3                  |

| Resultado | Récord | Oponente           | Método                                             | Evento                                     | Fecha                    | Ronda | Tiempo | Localización                | Notas                                                               |
| --------- | ------ | ------------------ | -------------------------------------------------- | ------------------------------------------ | ------------------------ | ----- | ------ | --------------------------- | ------------------------------------------------------------------- |
| Victoria  | 20-4   | Sean O'Malley      | Sumisión (ezequiel north-south choke)              | UFC 316                                    | 7 de junio de 2025       | 3     | 4:42   | Nueva Jersey                | Defendió el Campeonato de Peso Gallo de UFC. Actuación de la noche. |
| Victoria  | 19-4   | Umar Nurmagomedov  | Decisión (unánime)                                 | UFC 311                                    | 18 de enero de 2025      | 5     | 5:00   | Inglewood, California       | Defendió el Campeonato de Peso Gallo de UFC. Pelea de la Noche.     |
| Victoria  | 18-4   | Sean O'Malley      | Decisión (unánime)                                 | UFC 306                                    | 14 de septiembre de 2024 | 5     | 5:00   | Las Vegas, Nevada           | Ganó el Campeonato de Peso Gallo de UFC.                            |
| Victoria  | 17-4   | Henry Cejudo       | Decisión (unánime)                                 | UFC 298                                    | 17 de febrero de 2024    | 3     | 5:00   | Anaheim, California         |                                                                     |
| Victoria  | 16-4   | Petr Yan           | Decisión (unánime)                                 | UFC Fight Night: Yan vs. Dvalishvili       | 25 de febrero de 2023    | 5     | 5:00   | Las Vegas, Nevada           |                                                                     |
| Victoria  | 15-4   | José Aldo          | Decisión (unánime)                                 | UFC 278                                    | 20 de agosto de 2022     | 3     | 5:00   | Salt Lake City, Utah        |                                                                     |
| Victoria  | 14-4   | Marlon Moraes      | TKO (puñetazos)                                    | UFC 266                                    | 25 de septiembre de 2021 | 2     | 4:25   | Las Vegas, Nevada           | Actuación de la Noche.                                              |
| Victoria  | 13-4   | Cody Stamann       | Decisión (unánime)                                 | UFC on ESPN: Reyes vs. Procházka           | 1 de mayo de 2021        | 3     | 5:00   | Las Vegas, Nevada           |                                                                     |
| Victoria  | 12-4   | John Dodson        | Decisión (unánime)                                 | UFC 252                                    | 15 de agosto de 2020     | 3     | 5:00   | Las Vegas, Nevada           |                                                                     |
| Victoria  | 11-4   | Gustavo Lopez      | Decisión (unánime)                                 | UFC on ESPN: Eye vs. Calvillo              | 13 de junio de 2020      | 3     | 5:00   | Las Vegas, Nevada           | Combate de peso acordado (140 libras).                              |
| Victoria  | 10-4   | Casey Kenney       | Decisión (unánime)                                 | UFC Fight Night: Anderson vs. Błachowicz 2 | 15 de febrero de 2020    | 3     | 5:00   | Río Rancho, Nuevo México    |                                                                     |
| Victoria  | 9-4    | Brad Katona        | Decisión (unánime)                                 | UFC Fight Night: Iaquinta vs. Cowboy       | 4 de mayo de 2019        | 3     | 5:00   | Ottawa, Ontario             |                                                                     |
| Victoria  | 8-4    | Terrion Ware       | Decisión (unánime)                                 | UFC Fight Night: Hunt vs. Oleinik          | 15 de septiembre de 2018 | 3     | 5:00   | Moscú                       |                                                                     |
| Derrota   | 7-4    | Ricky Simón        | Sumisión técnica (estrangulamiento por guillotina) | UFC Fight Night: Barboza vs. Lee           | 21 de abril de 2018      | 3     | 5:00   | Atlantic City, Nueva Jersey | Pelea de la Noche.                                                  |
| Derrota   | 7-3    | Frankie Saenz      | Decisión (dividida)                                | UFC Fight Night: Swanson vs. Ortega        | 9 de diciembre de 2017   | 3     | 5:00   | Fresno, California          |                                                                     |
| Victoria  | 7-2    | Raufeon Stots      | KO (puñetazo giratorio)                            | Ring of Combat 59                          | 2 de junio de 2017       | 1     | 0:15   | Atlantic City, Nueva Jersey | Defendió el Campeonato de Peso Gallo de Ring of Combat.             |
| Victoria  | 6-2    | Sukhrob Aydarbekov | Sumisión (barra de brazo)                          | Ring of Combat 58                          | 24 de febrero de 2017    | 2     | N/A    | Atlantic City, Nueva Jersey | Ganó el vacante Campeonato de Peso Gallo de Ring of Combat.         |
| Victoria  | 5-2    | Tony Gravely       | Decisión (dividida)                                | Ring of Combat 57                          | 18 de noviembre de 2016  | 3     | 5:00   | Atlantic City, Nueva Jersey |                                                                     |
| Victoria  | 4-2    | Paul Grant         | Decisión (unánime)                                 | Ring of Combat 56                          | 23 de septiembre de 2016 | 3     | 4:00   | Atlantic City, Nueva Jersey | Regreso al peso gallo.                                              |
| Victoria  | 3-2    | Matt Tullos        | Decisión (unánime)                                 | CES MMA 36                                 | 10 de junio de 2016      | 3     | 5:00   | Lincoln, Rhode Island       | Debut en el peso pluma.                                             |
| Victoria  | 2-2    | Geoffrey Then      | Decisión (unánime)                                 | CES MMA 34                                 | 1 de abril de 2016       | 3     | 5:00   | Mashantucket, Connecticut   |                                                                     |
| Derrota   | 1-2    | Ricky Bandejas     | Decisión (unánime)                                 | CFFC 43                                    | 1 de noviembre de 2014   | 3     | 5:00   | Atlantic City, Nueva Jersey |                                                                     |
| Victoria  | 1-1    | Dennis Dombrow     | TKO (puñetazos)                                    | Ring of Combat 49                          | 19 de septiembre de 2014 | 3     | 0:50   | Atlantic City, Nueva Jersey |                                                                     |
| Derrota   | 0-1    | Darren Mima        | Decisión (mayoritaria)                             | Ring of Combat 47                          | 24 de enero de 2014      | 3     | 4:00   | Atlantic City, Nueva Jersey | Debut en el peso gallo.                                             |